# Titanio nativo
Il titanio nativo è un raro minerale di titanio scoperto nel distretto minerario di Luobusa nella contea di Qusum in Tibet.

## Morfologia
Il titanio nativo si rinviene in microscopici cristalli.

## Origine e giacitura
Il titanio nativo si trova come inclusione nelle coesiti di eclogite.